# Jean-Claude Abric
Pour les articles homonymes, voir Abric.
Jean-Claude Abric, né le 26 septembre 1941 à Riom et mort le 13 septembre 2012 à Aix-en-Provence, est un psychologue social français.

## Biographie
« Esprit curieux, inventif, ouvert, il s’est intéressé et a pris part à tout ce que nous entreprenions sur les représentations sociales : les recherches sur le corps mais surtout les premières recherches expérimentales concernant l’influence des représentations sur les comportements en situation de jeu qu’il a prolongées par ses propres travaux sur la coopération et la compétition. Ceux-ci furent à la base de sa thèse de Doctorat d’Etat [à la Sorbonne], l’une des premières, sinon la première, de sa génération. » -  Serge Moscovoci, hommage à Jean-Claude Abric.
Il a exercé plusieurs responsabilités à l'Université de Aix-Marseille dont la formation en entreprise sur les questions de la communication, du fonctionnement des groupes et de la dimension relationnelle du management. Il y a écrit des articles sur la méthode dans 6 Bulletins de psychologie et dirigé 19 thèses très diverses.
Jean-Claude Abric est décédé d'une longue maladie du cœur.

## Idées sur la représentation sociale
Les recherches d'Abric portent notamment sur la théorie des représentations sociales, dont il a été réviseur théorique et méthodologique,, en travaillant sur l'étude méthodologique de la structure des représentations et en développant la théorie du « noyau central » chez l'individu.

## Naissance de la théorie du noyau central
Selon cette école de la représentation sociale (initiée par Serge Moscovici dans les années 1960), on suppose des éléments stables d'appréciation personnelle (des présupposés acquis par fragments d'information, ensemble des éléments évocateurs concernant un « objet » social) qui sont établis en tant que référentiel qui ne peut pas ou guère évoluer. Cela est relié a un système dit « périphérique » global (attitude, comportement, croyances, mise en groupe des individus professionnellement, désir d'appartenance, désir d'évitement etc.) donnant l'identité sociale telle qu'elle est perçue.
En 1983, le Centre d'Étude et de Perfectionnement de l'Artisanat et des Métiers de  Paris décide de « mieux faire connaître » l'artisanat des métiers du bâtiment, commerce et production alimentaire, secteur mobilier, etc. pour « réorganiser » les informations, jugements qualificatifs, opinions et croyances donnant les attitudes des consommateurs. Cette étude est une commande à Abric d'un questionnement des artisans et met en situation les produits artisanaux. Selon Abric, le pragmatisme du terrain est analysé pour consolider la théorie de la représentation sociale. Pour lui cela présente la difficulté de traduction (quantification) du « noyau central » forcément existant, d'abord dans son étendue et ensuite dans sa consistance par rapport aux éléments refoulés hors de la conscience (par opposition à la logique de décryptage de la société, ce que font les sociologues y compris pour l'idéologie ambiante, la morale ou la sexualité et ses rapports dans chaque groupe social),. En effet, rapportent Bouchra Zouhri et Patrick Rateau en 2015 sur les concepts de Abric de dépendance fonctionnelle normative « si (cette fonction identitaire) est généralement énoncée, elle est rarement démontrée (Abric 1994, p. 31). » 

## Publications
- Abric, Pratiques sociales et représentations, Paris, PUF, 1994.
- Abric, Exclusion sociale, insertion et prévention, Toulouse, Erès, 1996.
- « L’analyse structurale des représentations ». Dans : Moscovici, S. (Ed.). Méthodologie des sciences sociales, Paris, PUF, 2003.
- Méthodes d’étude des représentations sociales, Toulouse, Érès, 2003
- Psychologie de la communication : théories et méthodes, Paris: Armand Colin, 2008.